# Municipio de Cleveland (condado de Holt)
El municipio de Cleveland (en inglés: Cleveland Township) es un municipio ubicado en el condado de Holt en el estado estadounidense de Nebraska. En el año 2010 tenía una población de 33 habitantes y una densidad poblacional de 0,15 personas por km².

## Geografía
El municipio de Cleveland se encuentra ubicado en las coordenadas 42°46′49″N 99°10′24″O / 42.78028, -99.17333. Según la Oficina del Censo de los Estados Unidos, el municipio tiene una superficie total de 222.24 km², de la cual 222,21 km² corresponden a tierra firme y (0,01 %) 0,03 km² es agua.

## Demografía
Según el censo de 2010, había 33 personas residiendo en el municipio de Cleveland. La densidad de población era de 0,15 hab./km². De los 33 habitantes, el municipio de Cleveland estaba compuesto por el 87,88 % blancos y el 12,12 % eran de una mezcla de razas. Del total de la población el 0 % eran hispanos o latinos de cualquier raza.